# Faust (Gounod)

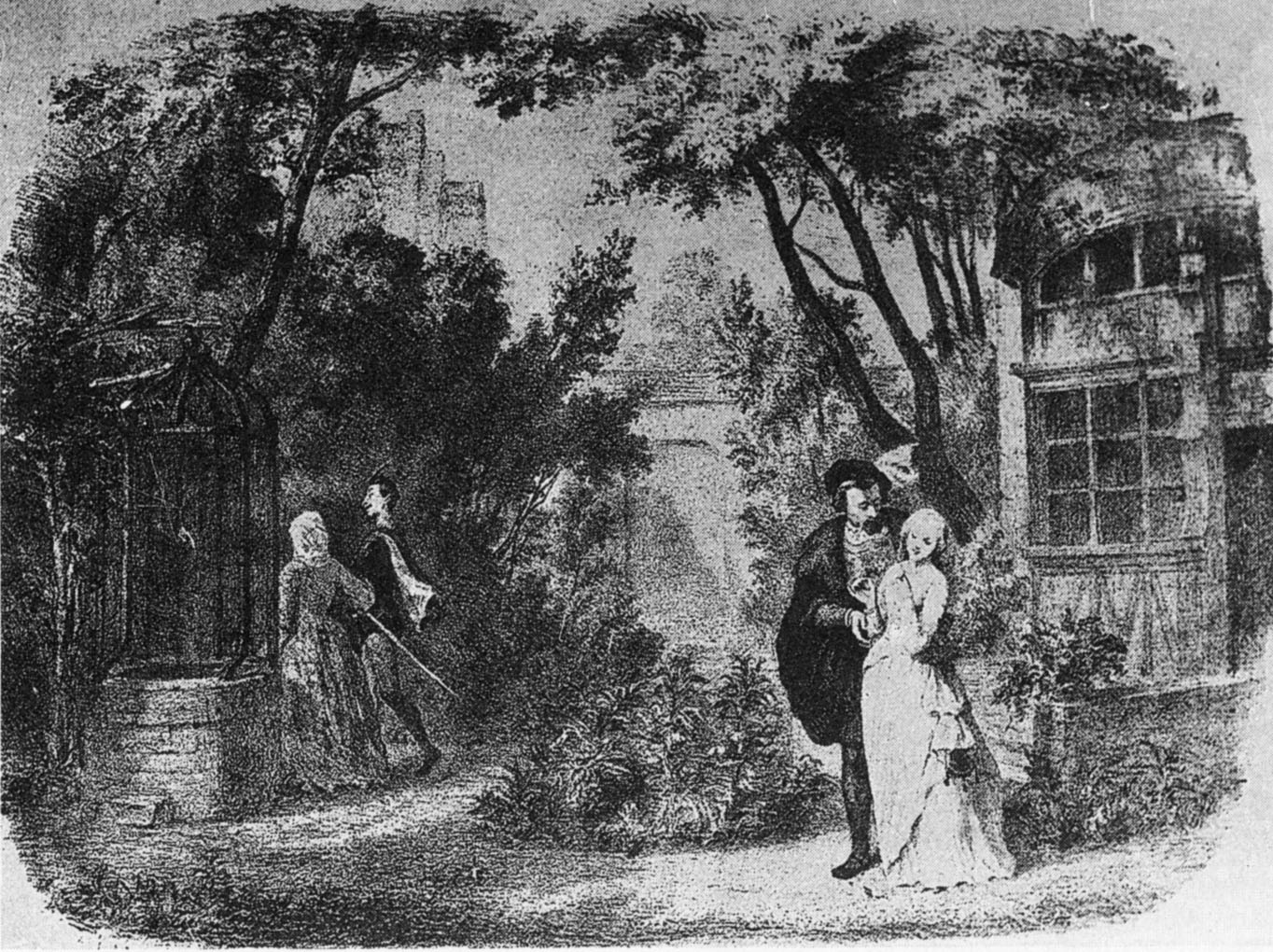
originele productie (1859)

Faust is een opera in vier bedrijven en een proloog van Charles Gounod. De opera handelt over het algemene verlies van waarden. De eerste opvoering was op 19 maart 1859 in het Théâtre Lyrique in Parijs.
De oude Faust twijfelt aan de zin van zijn leven. Hij verkoopt zijn ziel aan de duivel voor rijkdom, geluk en jeugd. Hij wint het vertrouwen en de genegenheid van Marguérite. Hij verwekt bij haar een kind en laat haar vervolgens in de steek. De broer van Marguérite, soldaat Valentin, gaat een duel aan met Faust en wordt hierbij gedood. Al stervend vervloekt hij zijn zuster. Marguérite vermoordt haar kind en wordt hiervoor terechtgesteld. Engelen redden haar ziel en zij stijgt op naar de hemel.
Het verhaal van Faust die zijn ziel aan de duivel verkoopt voor kennis en macht stamt uit de 16e eeuw en verbreidde zich als een volksverhaal vanuit Duitsland over Europa. Al in 1589 schreef Christopher Marlowe er een toneelstuk over. Veel bekender is de Faust van Goethe. Gounods opera is niet de eerste over het Faust-thema. De Duitse componist Louis Spohr schreef er al een in 1813. Doktor Faust van Ferruccio Busoni dateert uit 1918. Hector Berlioz schreef in 1846 zijn La Damnation de Faust. Voorts zijn er diverse romans, waaronder Doktor Faustus (1947) van Thomas Mann en Mon Faust van Paul Valéry.
Sapho (1851, herzien 1884) · La nonne sanglante (1854) · Le médecin malgré lui (1858) · Faust (1859, herzien 1869) · Philémon et Baucis (1860, herzien 1876) · La colombe (1860, herzien 1866) · La reine de Saba (1862) · Mireille (1864) · Roméo et Juliette (1867) · Cinq-Mars (1877) · Maître Pierre (onvolledig, 1877-1878) · Polyeucte (1878) · Le tribut de Zamora (1881)